# Episodi di Power Rangers Ninja Steel (seconda stagione)
La seconda stagione della serie televisiva Power Rangers Ninja Steel, chiamata Power Rangers Super Ninja Steel, è andata in onda negli Stati Uniti a partire dal 27 gennaio 2018 su Nickelodeon. In Italia viene trasmessa in prima TV dal 17 settembre 2018 all'11 luglio 2019 su Pop.
| n° | Titolo originale                    | Titolo italiano               | Prima TV USA      | Prima TV Italia   |
| -- | ----------------------------------- | ----------------------------- | ----------------- | ----------------- |
| 1  | Echoes of Evil                      | Echi del male                 | 27 gennaio 2018   | 17 settembre 2018 |
| 2  | Moment of Truth                     | Il momento della verità       | 3 febbraio 2018   | 18 settembre 2018 |
| 3  | Tough Love                          | Cambiare è il sale della vita | 10 febbraio 2018  | 19 settembre 2018 |
| 4  | Making Waves                        | Tsunami                       | 17 febbraio 2018  | 20 settembre 2018 |
| 5  | Game Plan                           | Gioco strategico              | 24 febbraio 2018  | 21 settembre 2018 |
| 6  | Attack Of The Galactic Ninjas       | L'attacco dei ninja galattici | 3 marzo 2018      | 24 settembre 2018 |
| 7  | The Need For Speed                  | Voglio battere il record      | 10 marzo 2018     | 25 settembre 2018 |
| 8  | Caught Red Handed                   | Colto con le mani nel sacco   | 17 marzo 2018     | 26 settembre 2018 |
| 9  | Outfoxed                            | Tre misteriosi stranieri      | 25 agosto 2018    | 27 settembre 2018 |
| 10 | Dimensions in Danger                | Dimensioni in pericolo        | 28 agosto 2018    | 28 settembre 2018 |
| 11 | Love Stings                         | L'amore fa male               | 1º settembre 2018 | 29 ottobre 2018   |
| 12 | Fan Frenzy                          | Il licantropo                 | 8 settembre 2018  | 8 ottobre 2018    |
| 13 | Prepare to Fail                     | Preparatevi a morire          | 15 settembre 2018 | 9 ottobre 2018    |
| 14 | Sheriff Skyfire                     | Sceriffo Skyfire              | 22 settembre 2018 | 10 ottobre 2018   |
| 15 | Tech Support                        | Un nemico subdolo             | 29 settembre 2018 | 11 ottobre 2018   |
| 16 | Car Trouble                         | Problemi alle auto            | 6 ottobre 2018    | 12 ottobre 2018   |
| 17 | Happy to be Me                      | Restare se stessi             | 13 ottobre 2018   | 9 novembre 2018   |
| 18 | Magic Misfire                       | Errori Magici                 | 27 ottobre 2018   | 16 novembre 2018  |
| 19 | Doom Signal                         | Segno del destino             | 3 novembre 2018   | 23 novembre 2018  |
| 20 | Reaching the Nexus                  | Pericolo scampato             | 10 novembre 2018  | 30 novembre 2018  |
| 21 | Monster Mix-Up (Speciale Halloween) | Dolcetto o scherzetto         | 20 ottobre 2018   | 31 ottobre 2018   |
| 22 | The Poisy Show (Speciale Natale)    | Il Poisy Show                 | 1º dicembre 2018  | 25 dicembre 2018  |

## Echi del male
- Titolo originale: Echoes of Evil
- Diretto da: Charlie Haskell
- Scritto da: Chip Lynn, Becca Barnes, Alwyn Dale

### Trama
Dopo la sconfitta di Galvanax, i Power Rangers tornano alla loro vita normale ignari però che Madame Odius sia sopravvissuta all'incidente. Sledge, l'antagonista della serie precedente, trova la nave distrutta con Madame Odius ed il suo esercito. Ad accompagnare Sledge, oltre ai suoi assistenti, è presente una prigioniera di nome Badonna, la quale spiega a Odius la storia del Super Acciaio Ninja in cambio della libertà. Nel frattempo i Rangers, mentre si trovavano a scuola, ricevono un segnale misterioso nel loro covo, ovvero il ritorno di Mick dalla Galassia Lion. Sempre più tardi Odius, insieme a Badonna e Smellephant, tenta di recuperare il Super Acciaio Ninja situato sotto ad una statua di un parco per diventare più forte di Galvanax stesso. Tuttavia, i Rangers interferiscono e fermano il piano di Odius, proteggendo il Super Acciaio e recuperando i loro vecchi poteri per poi sconfiggere Smellephant.